# Satan rir media
Satan rir media (Satan Rides the Media) es un documental del año 1999. Dirigido por Torstein Grude. En el documental se revelan los hechos que marcaron a Noruega en el año 1993 por los incendios en las iglesias y los asesinatos ocurridos en la escena Black Metal, Etc.

## Entrevistas
En la película se muestra la opinión de muchos músicos cercanos a los hechos ocurridos en aquellos años. Tales entrevistados son:
- Jan Axel "Hellhammer" Blomberg  (Músico, Mayhem)
- Varg Vikernes (Músico, Burzum)
- Snorre Ruch (Músico)
- Jørn Stubberud (Músico Mayhem)
- Jørn Inge Tunsberg (Músico Hades Almighty)

- Datos: Q1765687